# Matt Mitrione
Matthew Steven Mitrione (n. 15 iulie 1978, Springfield, SUA) este luptător profesionist de arte marțiale mixte (MMA) și fost jucător de fotbal american. În prezent luptă în compania de MMA Bellator în categoria greilor.

## Campionate și realizări
- Ultimate Fighting Championship
  - Fight of the Night (O dată)
  - Performance of the Night (De 2 ori)

## Rezultate în MMA
| Rezultate profesioniste |             |              |
| 21 meciuri              | 13 victorii | 7 înfrângeri |
| Prin knockout           | 11          | 3            |
| Prin predare            | 0           | 2            |
| La puncte               | 2           | 2            |
| Nu s-a disputat         | 1           | 1            |

| Rezultat   | La general | Adversar            | Metodă                              | Eveniment                                                | Data               | Runda | Timp | Locația                                  | Note                                         |
| ---------- | ---------- | ------------------- | ----------------------------------- | -------------------------------------------------------- | ------------------ | ----- | ---- | ---------------------------------------- | -------------------------------------------- |
| Înfrângere | 13–8 (1)   | Timothy Johnson     | TKO (punches)                       | Bellator 243                                             | 7 august 2020      | 1     | 3:14 | Uncasville, Connecticut, United States   |                                              |
| Înfrângere | 13–7 (1)   | Sergei Kharitonov   | TKO (knee and punches)              | Bellator 225                                             | 24 august 2019     | 2     | 1:24 | Bridgeport, Connecticut, United States   |                                              |
| Anulat     | 13–6 (1)   | Sergei Kharitonov   | NC (accidental groin strike)        | Bellator 215                                             | 15 februarie 2019  | 1     | 0:15 | Uncasville, Connecticut, United States   |                                              |
| Înfrângere | 13–6       | Ryan Bader          | Decizie (unanim)                    | Bellator 207                                             | octombrie 13, 2018 | 3     | 5:00 | Uncasville, Connecticut, Statele Unite   | Bellator Heavyweight Grand Prix Semifinal.   |
| Victorie   | 13–5       | Roy Nelson          | Decizie (majoritară)                | Bellator 194                                             | 16 februarie 2018  | 3     | 5:00 | Uncasville, Connecticut, United States   | Bellator Heavyweight Grand Prix Quarterfinal |
| Victorie   | 12–5       | Fedor Emelianenko   | KO (punches)                        | Bellator NYC                                             | 24 iunie 2017      | 1     | 1:14 | New York City, New York, United States   |                                              |
| Victorie   | 11–5       | Oli Thompson        | TKO (punches)                       | Bellator 158                                             | 16 iulie 2016      | 2     | 4:21 | London, England, United Kingdom          |                                              |
| Victorie   | 10–5       | Carl Seumanutafa    | KO (punch)                          | Bellator 157: Dynamite 2                                 | 24 iunie 2016      | 1     | 3:22 | St. Louis, Missouri, United States       |                                              |
| Înfrângere | 9–5        | Travis Browne       | TKO (punches)                       | UFC Fight Night: Dillashaw vs. Cruz                      | 17 ianuarie 2016   | 3     | 4:09 | Boston, Massachusetts, United States     |                                              |
| Înfrângere | 9–4        | Ben Rothwell        | Submission (gogo choke)             | UFC Fight Night: Boetsch vs. Henderson                   | 6 iunie 2015       | 1     | 1:54 | New Orleans, Louisiana, United States    |                                              |
| Victorie   | 9–3        | Gabriel Gonzaga     | TKO (punches)                       | UFC on Fox: dos Santos vs. Miocic                        | 13 decembrie 2014  | 1     | 1:59 | Phoenix, Arizona, United States          | Performance of the Night.                    |
| Victorie   | 8–3        | Derrick Lewis       | KO (punches)                        | UFC Fight Night: Jacare vs. Mousasi                      | 5 septembrie 2014  | 1     | 0:41 | Mashantucket, Connecticut, United States |                                              |
| Victorie   | 7–3        | Shawn Jordan        | KO (punches)                        | The Ultimate Fighter China Finale: Kim vs. Hathaway      | 1 martie 2014      | 1     | 4:59 | Macau, SAR, China                        | Performance of the Night.                    |
| Înfrângere | 6–3        | Brendan Schaub      | Technical Submission (D'Arce choke) | UFC 165                                                  | 21 septembrie 2013 | 1     | 4:06 | Toronto, Ontario, Canada                 |                                              |
| Victorie   | 6–2        | Philip De Fries     | KO (punches)                        | UFC on Fuel TV: Mousasi vs. Latifi                       | 6 aprilie 2013     | 1     | 0:19 | Stockholm, Sweden                        |                                              |
| Înfrângere | 5–2        | Roy Nelson          | TKO (punches)                       | The Ultimate Fighter: Team Carwin vs. Team Nelson Finale | 15 decembrie 2012  | 1     | 2:58 | Las Vegas, Nevada, United States         |                                              |
| Înfrângere | 5–1        | Cheick Kongo        | Decizie (unanimă)                   | UFC 137                                                  | 29 octombrie 2011  | 3     | 5:00 | Las Vegas, Nevada, United States         |                                              |
| Victorie   | 5–0        | Christian Morecraft | KO (punches)                        | UFC Live: Kongo vs. Barry                                | 26 iunie 2011      | 2     | 4:28 | Pittsburgh, Pennsylvania, United States  |                                              |
| Victorie   | 4–0        | Tim Hague           | TKO (punches)                       | UFC: Fight for the Troops 2                              | 22 ianuarie 2011   | 1     | 2:59 | Fort Hood, Texas, United States          |                                              |
| Victorie   | 3–0        | Joey Beltran        | Decizie (unanimă)                   | UFC 119                                                  | 25 septembrie 2010 | 3     | 5:00 | Indianapolis, Indiana, United States     | Fight of the Night.                          |
| Victorie   | 2–0        | Kimbo Slice         | TKO (punches)                       | UFC 113                                                  | 8 mai 2010         | 2     | 4:24 | Montreal, Quebec, Canada                 |                                              |
| Victorie   | 1–0        | Marcus Jones        | KO (punch)                          | The Ultimate Fighter: Heavyweights Finale                | 5 decembrie 2009   | 2     | 0:10 | Las Vegas, Nevada, United States         |                                              |